# Tintín y las Naranjas Azules
Tintín y las naranjas azules (título original: Tintin et les Oranges bleues) es una película francesa de 1964 dirigida por Philippe Condroyer y protagonizada por Jean-Pierre Talbot como Tintin. Fue la segunda película de acción real basada en la serie de cómics Las aventuras de Tintin, escrita y dibujada por el artista belga Hergé. El argumento de la película, sin embargo, es original de los guionistas y no está basado en ningún álbum de la serie.

## Trama
El profesor Tornasol acaba de publicar un libro sobre el hambre en el mundo y hace un llamamiento a los científicos del mundo para ayudar a luchar contra esta. Su colega español, el profesor Zalamea, le envía un paquete que contiene el prototipo de una naranja azul, variedad que podría crecer en suelo del desierto. Por la noche, la naranja es robada del castillo de Moulinsart. 
Al día siguiente, Tornasol, Tintín y el capitán Haddock viajan a Valencia (España) y se hospedan en casa del profesor Zalamea, pero el científico es secuestrado, y poco después Tornasol es secuestrado también, con el propósito de que ayude con sus conocimientos a Zalamea en su descubrimiento, en beneficio de los secuestradores. Con la ayuda de un grupo de niños, Tintín y Haddock deberán liberar a los dos estudiosos, secuestrados por un emir que quiere apropiarse del descubrimiento.

## Reparto
- Jean Bouise como Haddock.
- Jean-Pierre Talbot como Tintin.
- Félix Fernández como el Profesor Tornasol.
- Jenny Orléans como Bianca Castafiore.
- Ángel Álvarez como el Profesor Zalamea.
- Max Elloy como Néstor.
- Franky François y André Marié como Hernández y Fernández.
- Pedro Mari Sánchez como Pablito.
- Salvador Beguería como Francesito.
- Pierre Desgraupes como el mismo.